# Sausage Party
 (срп. Забава виршли) је америчко-канадски рачунарски-анимирани хумористички филм за одрасле чији су режисери Конрад Вернон и Грег Тајернан и писци Кајл Хантер, Сет Роген и Еван Голдберг из приче Рогена, Голдберга и Џоне Хила. Пародија филмова студија Disney и Pixar, филм прати живу кобасицу која живи у супермаркету и открива истину о свом постојању. Са пријатељима одлази на пут како би побегао од њихове судбине, истовремено се суочавајући са психопатским тушем који жели да га убије. Анимацијом је руковао канадски студио Nitrogen Studios.
Представља први 3D рачунарски-анимирани филм оцењен као R од Америчке филмске асоцијације. Груби рез филма је премијерно приказан 14. марта 2016. на фестивалу South by Southwest, након чега је уследило главно биоскопско приказивање 12. августа 2016. у Сједињеним Државама и Канади дистрибутера Sony Pictures Releasing.
Филм је добио углавно позитиван пријем критичара, који су нарочито похвалили хумор и сценарио. Остварио је успех на биоскопским благајнама, зарадивши 140,7 милиона америчких долара против буџета од 19 милиона америчких долара и прешао је филм Саут Парк: Већи, дужи и необрезан као R-оцењени анимирани филм који је највише зарадио икада.

## Радња
Главни лик филма је Френк, виршла која предводи групу прехрамбених производа на епском путовању откривања праве истине о томе што се догађа када храна напусти удобност полица продавница. Њихова потера за истином одвешће их у најмрачније делове трговине испуњене сумњивим типовима и гомилом најгорих уличних псовки.

## Улоге
| Глумац          | Улога               |
| --------------- | ------------------- |
| Мајкл Сера      | Бери                |
| Џејмс Франко    | Драги               |
| Бил Хејдер      | Фајервотер / Текила |
| Салма Хајек     | Треса дел Тако      |
| Ендерс Холм     | Трој                |
| Ник Крол        | Туш                 |
| Дејвид Крамхолц | Карим Абдул Лаваш   |
| Дени Макбрајд   | тегла меда          |
| Едвард Нортон   | Семи Баџел Јуниор   |
| Крег Робинсон   | г. Грифтс           |
| Сет Роген       | Френк               |
| Пол Рад         | Дерен               |
| Кристен Виг     | Бренда              |